# Коктерек (Саркандський район)
Коктере́к (каз. Көктерек) — село у складі Саркандського району Жетисуської області Казахстану. Адміністративний центр і єдиний населений пункт Коктерецького сільського округу.
Населення — 582 особи (2021; 791 у 2009, 1158 у 1999, 1561 у 1989).